# Крюков, Сергей Николаевич
Серге́й Никола́евич Крю́ков (7 января 1960 — 11 июня 2019, Дакар) — российский дипломат. Чрезвычайный и полномочный посол (2016).

## Биография
Родился 7 января 1960 года в Москве. Окончил МГИМО МИД СССР (1982). Владел французским и английским языками.
На дипломатической работе с 1982 года. Работал на различных должностях в центральном аппарате Министерства иностранных дел и загранучреждениях.
- В 1997—2001 годах — советник Посольства России на Мадагаскаре.
- В 2003—2007 годах — заместитель директора Департамента Африки МИД России.
- С 14 сентября 2007 по 15 декабря 2010 года — чрезвычайный и полномочный посол Российской Федерации в Зимбабве[1][2].
- С 6 февраля 2008 по 15 декабря 2010 года — чрезвычайный и полномочный посол Российской Федерации в Малави по совместительству[3][2].
- С февраля 2011 по июль 2014 года — директор Департамента Африки МИД России.
- С 6 августа 2014 года — чрезвычайный и полномочный посол Российской Федерации в Сенегале и Гамбии по совместительству[4][5].

Отмечен благодарностью президента Российской Федерации и руководства МИД России.
Скончался 11 июня 2019 года в Дакаре на 60-м году жизни.

## Семья
Супруга Крюкова Л.В., сын и дочь.

## Дипломатический ранг
- Чрезвычайный и полномочный посланник 2 класса (11 апреля 2006)[7]
- Чрезвычайный и полномочный посланник 1 класса (25 мая 2010)[8]
- Чрезвычайный и полномочный посол (10 февраля 2016)[9]